# Кейди
Кѐйди (на английски: Keady; на ирландски: An Céide) е село в югоизточната част на Северна Ирландия. Разположен е в район Арма на графство Арма на границата с Република Ирландия и на около 70 km югозападно от столицата Белфаст. Намира на 7 km южно от административния център на графството и района град Арма. С името Кейди е известен от 1674 г. Имал е жп гара от 31 май 1909 до 1 октомври 1957 г. Архитектурни забележителности за града са виадукта и тунела от старата жп линия. Населението му е 2960 жители според данни от преброяването през 2001 г.